# 澳門姊妹城市及友好城市列表

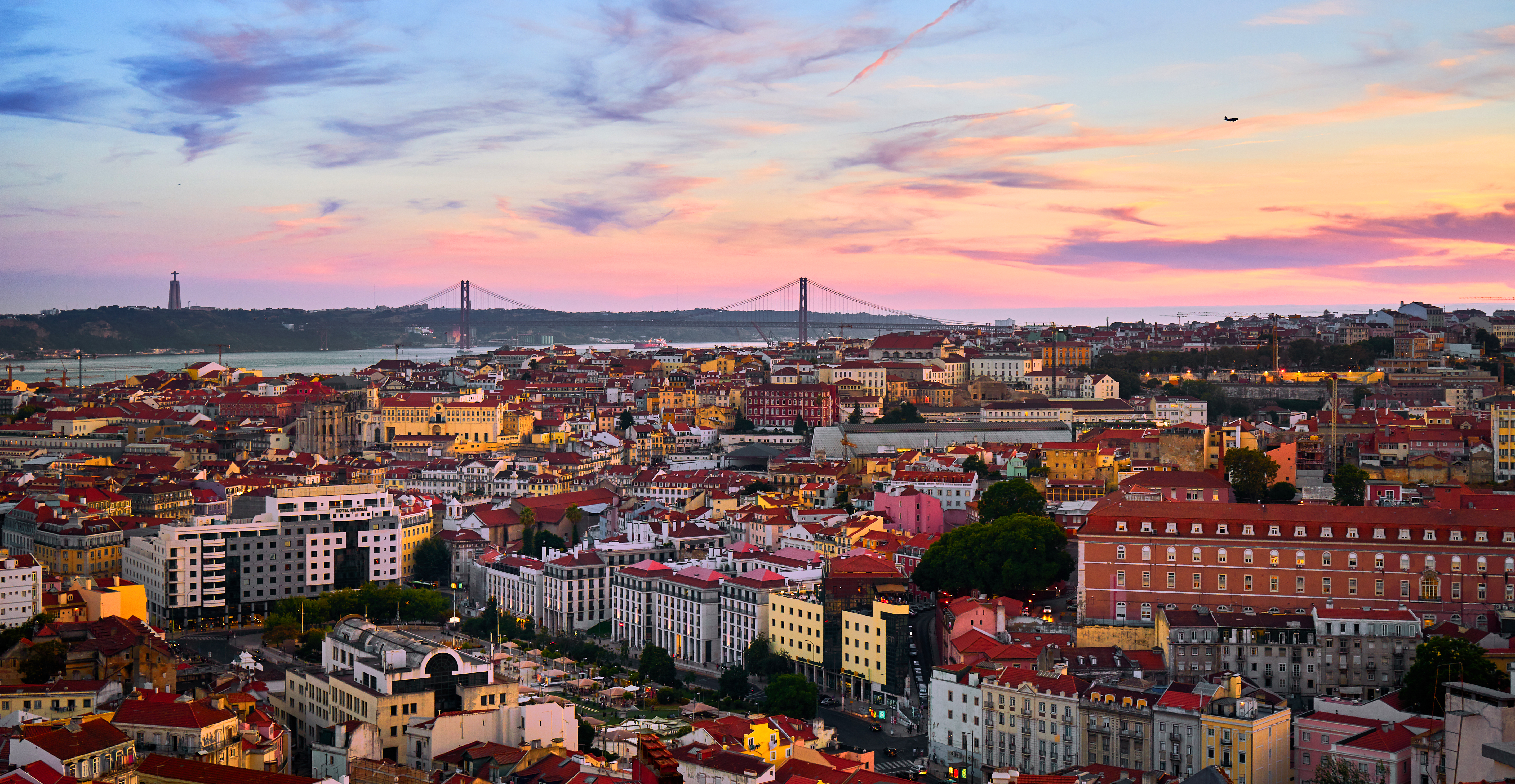
葡萄牙首都里斯本，於1982年5月20日與澳門市締結姊妹城市關係

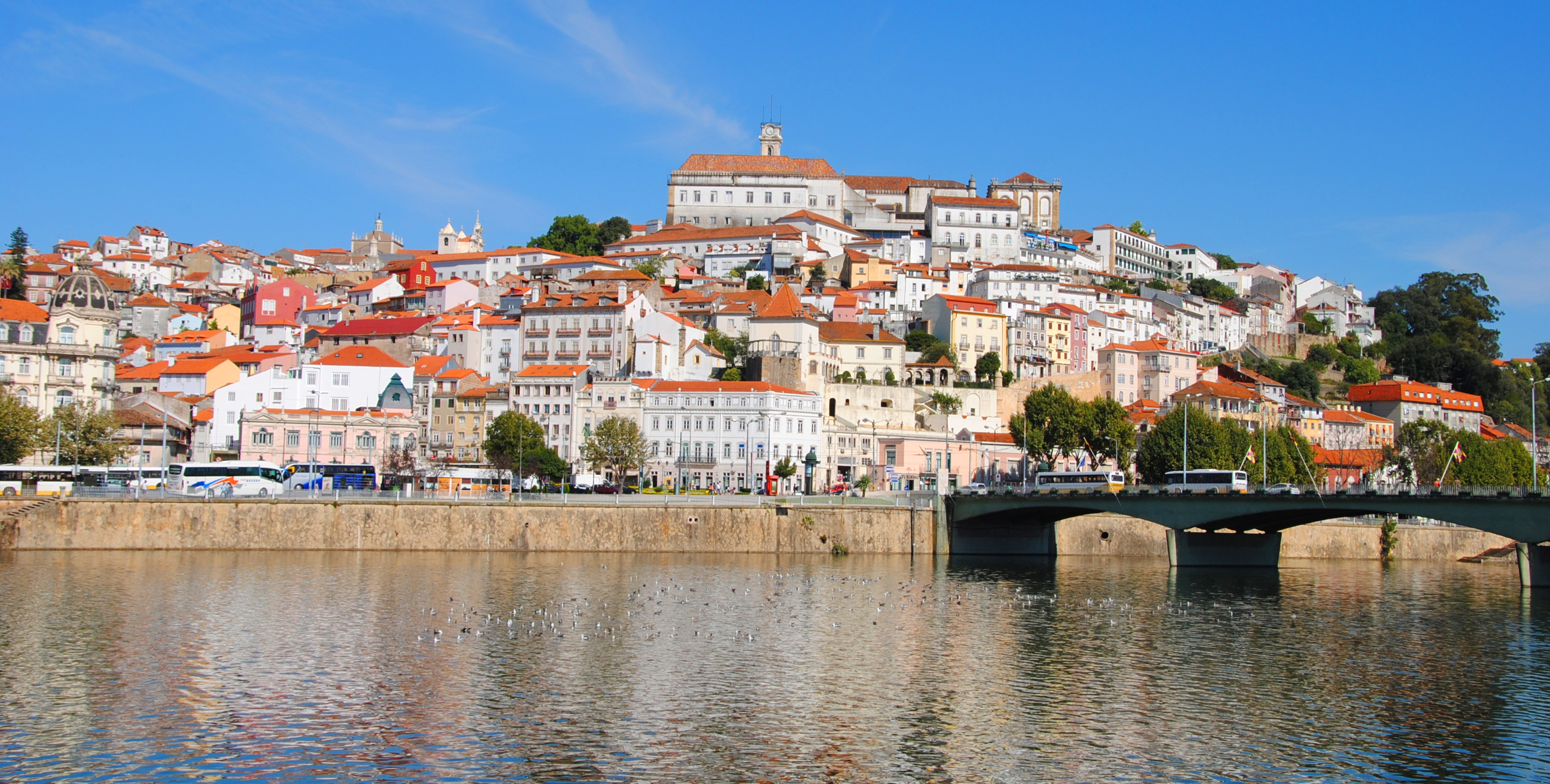
葡萄牙科英布拉，於1998年11月30日與海島市締結姊妹城市關係

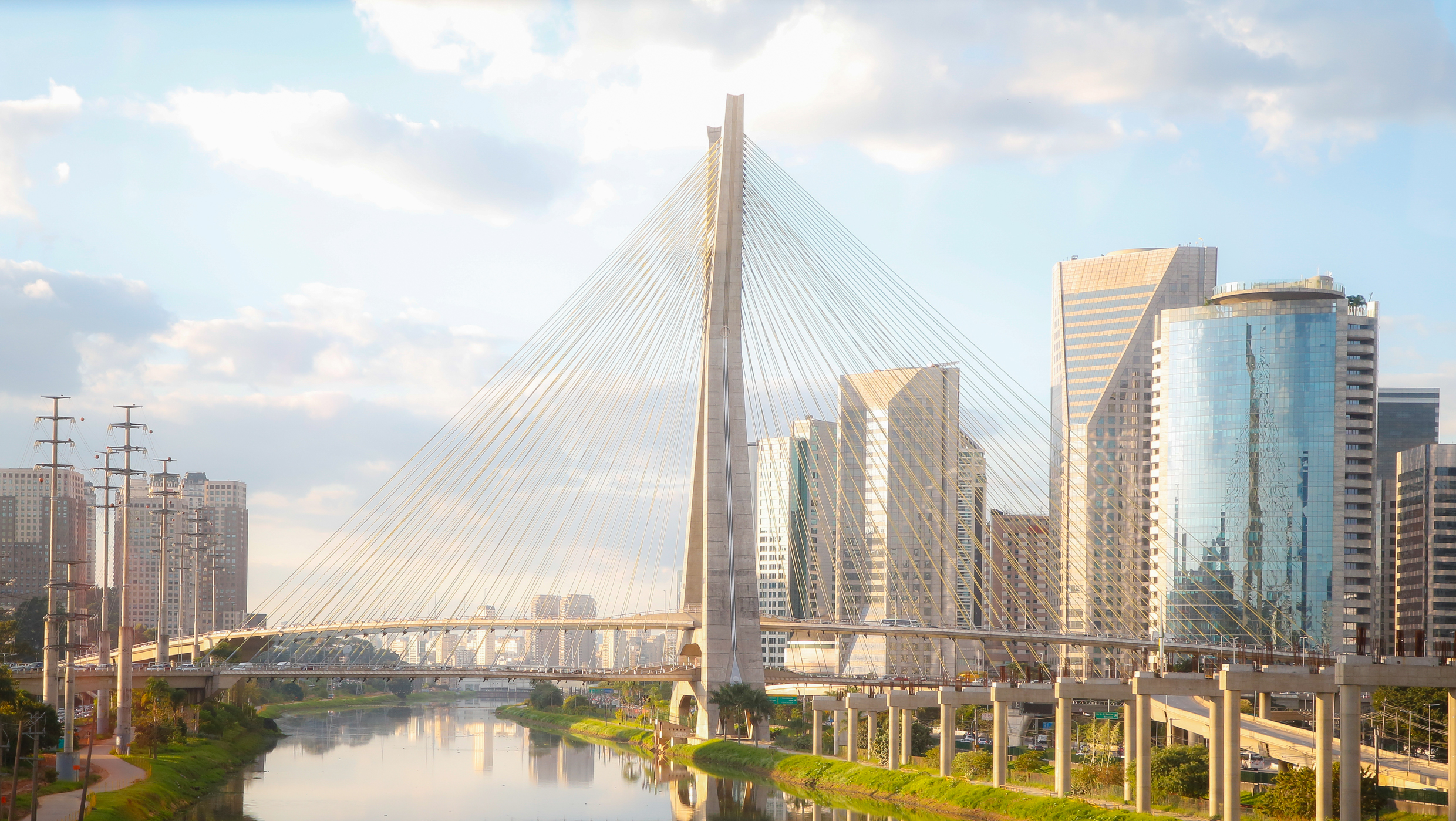
巴西與南半球最大城市聖保羅，於2000年6月19日與臨時澳門市政局締結姊妹城市關係

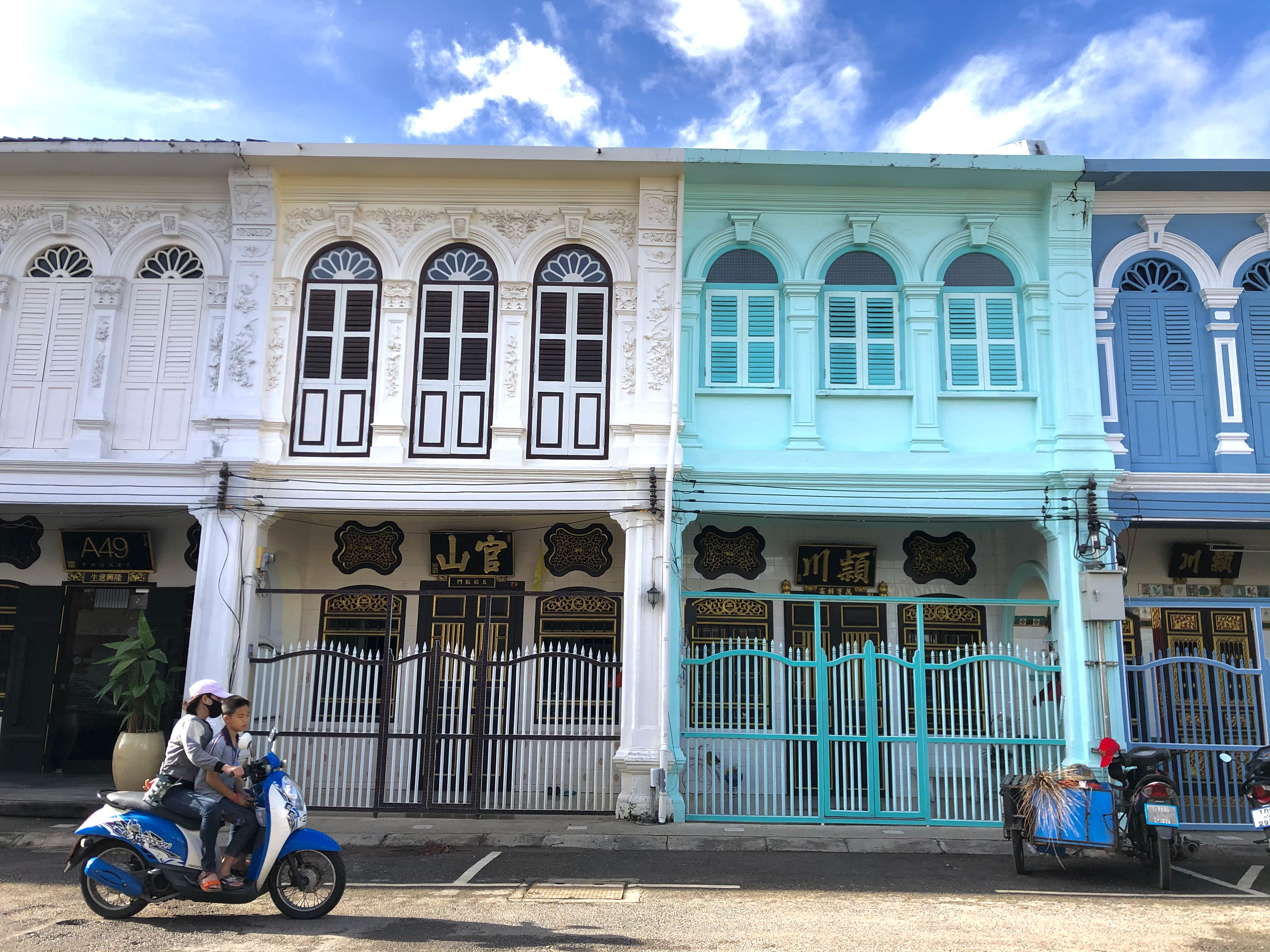
泰国普吉府，於2018年5月9日與澳門締結友好城市關係

截至2024年9月26日，澳門共締結6個姊妹城市及7個友好城市（葡萄牙語：Cidade geminada，葡萄牙語不區分姊妹城市及友好城市兩者）。
澳門締結的13個姊妹城市及友好城市中，4個姊妹城市及1個友好城市位於欧洲，而且在澳門主權移交前已與澳門市或海島市締結姊妹城市或友好城市關係，而其餘2個姊妹城市及6個友好城市均不位於歐洲，而且在澳門主權移交後方與澳門或其轄下已被撤銷的臨時澳門市政局締結姊妹城市或友好城市關係。澳門自2007年12月4日與佛得角首都培亞締結了姊妹城市關係後，未有再與任何其他城市締結過新的姊妹城市關係，而澳門在2024年9月26日與东帝汶首都帝力所締結的友好城市關係則是澳門最近一次與其他城市締結的友好城市關係。
如無另外註明，此列表的內容（包括註釋）均出自澳門政策研究和區域發展局所公開的《澳門特別行政區姊妹城市或友好城市一覽表》與澳門市政署所發佈的文章《民政總署與對外城市的交流》的記載，其中《澳門特別行政區姊妹城市或友好城市一覽表》在2024年9月26日作最近一次更新。

## 列表

### 澳門主權移交前締結
澳門在主權移交前所締結的所有姊妹城市及友好城市均位於歐洲，其中除科英布拉締結姊妹城市關係的對象為海島市外，下列所有城市締結姊妹城市或友好城市關係的對象均為澳門市。
圖例：
  *：締結關係對象為海島市
| 區域 | 國家   | 城市      | 締結日期       | 締結類別 | 參考資料 |
| ---- | ------ | --------- | -------------- | -------- | -------- |
| 欧洲 | 葡萄牙 | 里斯本    | 1982年5月20日  | 姊妹城市 | [ 2 ]    |
| 欧洲 | 比利时 | 布鲁塞尔  | 1991年12月11日 | 友好城市 | [ 2 ]    |
| 欧洲 | 葡萄牙 | 波爾圖    | 1997年6月26日  | 姊妹城市 | [ 2 ]    |
| 欧洲 | 瑞典   | 林雪平    | 1997年11月29日 | 姊妹城市 | [ 2 ]    |
| 欧洲 | 葡萄牙 | 科英布拉* | 1998年11月30日 | 姊妹城市 | [ 2 ]    |

### 澳門主權移交後締結
澳門在主權移交後所締結的所有姊妹城市及友好城市均不位於歐洲，其中除聖保羅締結姊妹城市關係的對象為臨時澳門市政局外，下列所有城市締結姊妹城市或友好城市關係的對象均為澳門特別行政區本身。
圖例：
  *：締結關係對象為臨時澳門市政局
| 區域   | 國家             | 城市         | 締結日期       | 締結類別 | 參考資料 |
| ------ | ---------------- | ------------ | -------------- | -------- | -------- |
| 亚洲   | 越南             | 岘港市       | 2006年10月10日 | 友好城市 | [ 4 ]    |
| 亚洲   | 柬埔寨           | 暹粒省       | 2018年3月27日  | 友好城市 | [ 5 ]    |
| 亚洲   | 泰国             | 普吉府       | 2018年5月9日   | 友好城市 | [ 6 ]    |
| 亚洲   | 越南             | 胡志明市     | 2019年8月16日  | 友好城市 | [ 7 ]    |
| 亚洲   | 东帝汶           | 帝力         | 2024年9月26日  | 友好城市 | [ 8 ]    |
| 非洲   | 佛得角           | 培亞         | 2007年12月4日  | 姊妹城市 | [ 2 ]    |
| 非洲   | 圣多美和普林西比 | 阿瓜格蘭德縣 | 2022年8月10日  | 友好城市 | [ 9 ]    |
| 南美洲 | 巴西             | 聖保羅*      | 2000年6月19日  | 姊妹城市 | [ 2 ]    |